# Maria Rita Parsi
Maria Rita Parsi (Roma, 5 agosto 1947) è una psicologa e psicoterapeuta italiana.
Attuale componente dell'Osservatorio nazionale per l'infanzia e l'adolescenza, già membro del Comitato ONU sui diritti del fanciullo, ha al suo attivo la pubblicazione di oltre 100 libri di tipo scientifico, letterario e divulgativo. È presidente della Fondazione Movimento Bambino Onlus, erede di sue esperienze di animazione socioculturali già attive dal 1975.

## Biografia
Durante il suo percorso professionale ha lavorato come docente, psicopedagogista e psicoterapeuta. Nel 1986 partecipò alla sceneggiatura delle serie televisiva Professione vacanze il cui protagonista, Jerry Calà, era stato in precedenza suo paziente.
Ha elaborato e messo a punto una "metodologia operativa, applicabile in ambito psicologico, socio-pedagogico e psicoterapeutico denominata psicoanimazione". Ha fondato e dirige la SIPA (Scuola Italiana di Psicoanimazione), istituto di ricerca, ad orientamento umanistico, per lo sviluppo del potenziale umano.
Nel 1992 ha dato vita all'Associazione Onlus "Movimento per, con e dei bambini", divenuta dal 2005 Fondazione Movimento Bambino Onlus che opera per la diffusione della Cultura dell'Infanzia e dell'Adolescenza e si batte contro gli abusi e i maltrattamenti dei bambini e dei ragazzi, e per la loro tutela giuridica e sociale.
Partecipa a numerose trasmissioni televisive in qualità di esperta nelle sue discipline; è stata anche tra i conduttori di Junior TV. Collabora come editorialista a molti quotidiani e periodici nazionali; ha scritto e scrive, fra gli altri, per Il Messaggero, Il Resto del Carlino, Il Giorno, La Nazione, Oggi, Starbene, Donna Moderna, Riza Psicosomatica.
Dal 1995 è iscritta come giornalista pubblicista all'Ordine dei Giornalisti del Lazio.

## Incarichi istituzionali
- Dal 2021 è componente del Gruppo di lavoro "Politiche e interventi sociali in favore dei minorenni in attuazione della Child Guarantee" del Ministero del lavoro e delle politiche sociali;
- Dal 2020 partecipa in qualità di esperta al ricostituito Osservatorio per l'Infanzia e l'Adolescenza presso il Dipartimento per le politiche della famiglia;
- Nel 2012 viene eletta al Comitato ONU per i Diritti del Fanciullo, organismo con sede a Ginevra che ha il compito di verificare che tutti gli Stati aderenti alla Convenzione delle Nazioni Unite sui Diritti del Fanciullo ne rispettino gli obblighi.
- Consulente tecnico del Tribunale Civile di Roma;
- Membro del Comitato di Coordinamento contro l'abuso sessuale dei minori del Ministero del lavoro e delle politiche sociali 2000/2001
- Partecipante di diritto all'Osservatorio per l'Infanzia e l'Adolescenza presso il Ministero del lavoro e delle politiche sociali 2000/2001;
- Consulente della Commissione parlamentare per l'Infanzia dal 2002 fino al 2008;
- Membro del Comitato di Controllo dell'Istituto dell'Autodisciplina Pubblicitaria dal 2007 al 2008
- Membro del "Comitato di applicazione del Codice di Autoregolamentazione TV e minori", del Ministero delle comunicazioni, dal 2003 al 2006;
- Commissario della "sezione OLAF" della SIAE dal 1997 al 2001.

## Onorificenze
- Nel 2022 ha ricevuto il Premio "Edela" per il suo costante impegno a tutela della dignità delle donne e al fianco dei bambini quale missione di vita.
- Nel 2021 ha ricevuto il Premio simpatia per la medicina.
- Nel 2021 ha ricevuto il Premio "Eccellenza Donna" per meriti accademici e professionali e per l’impegno sociale profuso nella difesa dei diritti dei bambini e l’azione psicopedagogica a tutela degli adolescenti e delle relazioni interfamiliari.
- Nel 2011 ha ricevuto il Premio Hemingway per l'azione psicopedagogica e culturale svolta in tutela dei diritti dei bambini[5].
- Nel 2009 ha ricevuto il Premio Nazionale Paolo Borsellino per l'impegno, la coerenza e il coraggio nella propria azione sociale contro la violenza e l'ingiustizia, ed in modo particolare per l'impegno profuso in difesa e la promozione dei valori della libertà, della democrazia, della legalità.
- Nel 2008 ha ricevuto il Premio Internazionale Cartagine, destinato a coloro che hanno contribuito, in Italia e all'estero, allo sviluppo della cultura in diversi settori.
- Nel 2007 ha ricevuto dal Premio Internazionale “Pio Manzù” la Medaglia della Camera dei Deputati per l'opera a favore dei bambini

## Opere

### Libri di psicologia
- Animazione in borgata, Savelli, 1976.
- Lo scarico, Savelli, 1978 (tradotto in tedesco: Abfall, Rowohlt, 1979).
- Leggere per fare, Agnelli Giunti - Bemporad, 1982. (libro di testo per le elementari, curato da Lucio Lombardo Radice)
- Album. Tracce fotografiche di Margherita, Savelli, 1982.
- La principessa degli specchi. Tecnica di approccio psicoanimatorio al corpo, Organizzazioni Speciali, 1984.
- Il piacere e il dolore, Riza, 1985.
- I quaderni delle bambine. Testimonianze infantili sugli abusi sessuali degli adulti, Arnoldo Mondadori Editore, 1990.
- Sessualità, Riza, 1991.
- Il pensiero bambino, Mondadori, 1991.
- Il mondo creato dai bambini, Mondadori, 1992.
- I perché del sesso, Riza, 1992.
- I quaderni delle donne, Mondadori, 1994.
- L'amore violato, Mondadori, 1996.
- Il mondo creato dai bambini attraverso il disegno, Riza, 1996.
- Le mani sui bambini, Mondadori, 1998.
- Giocare con le maschere, Riza, 1998.
- Trilogia della città di R., Oscar Mondadori, 1999.
- L'amore dannoso, Mondadori, 1999.
- Fragile come un maschio, Mondadori, 2000.
- S.O.S. Pedofilia. Parole per uccidere l'orco, Baldini & Castoldi, 2000.
- Chat ti amo, Giunti, 2000.
- Più furbi di Cappuccetto Rosso. Suggerimenti a bambini, genitori, educatori, su come affrontare la pedofilia, Oscar Mondadori, 2000.
- Manuale anti-ansia per genitori, Editore Piemme, 2000.
- Cuore di mostro, Mondadori, 2002.
- L'alfabeto dei sentimenti, Oscar Mondadori, 2003.
- Amori imperfetti, Mondadori, 2004.
- Bambini ombra, bambini in ombra, Edizioni Interculturali, 2004.
- Dove dormono i bambini, Edizioni Interculturali, 2005.
- La natura dell'amore, Mondadori, 2005.
- I bambini delle scuole italiane parlano di politica, Edizioni Loto Comunicazione, 2005.
- Adolescenti e futuro: il cuore a sud, Edizioni Interculturali, 2006.
- Manuale di psicologia e psicoterapia umanistica, Franco Angeli Editore, 2006.
- Onora il figlio e la figlia, Salani Editore, 2006.
- Gilles il primo, Editore Coccole e Caccole, 2006.
- Il galletto senza cresta, Coccole e Caccole, 2006.
- La mente creativa. Dare anima all'anima. Modelli umanistici di psicoterapia, Franco Angeli Editore, 2006.
- Coaching creativo, Franco Angeli Editore, 2006.
- Onora il figlio e la figlia, Salani Editore, 2006. parte della collana I garanti.
- Il cervello dipendente, Salani Editore, 2007. parte della collana I garanti.I garanti.
- Un bambino maleducato, Salani Editore, 2007. parte della collana I garanti.
- Single Per Sempre, Mondadori 2007.
- Promiscuità, Editrice Compositori, 2008.
- Alle spalle della luna , Mondadori, 2009.
- L'immaginario prigioniero, i nativi digitali, la carta di Alba", Oscar Mondadori, 2009.
- Zahra e il Natale, Compositori, 2009.
- L'oppio dei popoli, Piemme, 2009.
- I percorsi del coaching creativo, Franco Angeli, 2009.
- Ingrati, Mondadori, 2011.
- Bambini, Viator, 2011.
- Creare soluzioni, Edizioni De Vecchi, 2011.
- Felice-mente. La felicità al tempo delle escort, La Compagnia della Stampa, 2011.
- L'assassinio di Margherita Lessure, Viator, 2012.
- Doni. Miracoli quotidiani di gente comune, Mondadori, 2012.
- La felicità è contagiosa, Piemme, 2012.
- Amarli non basta, Mondadori, 2013.
- L'isola delle cacche, Coccole Books, 2014.
- Maladolescenza. Quello che i figli non dicono, Piemme, 2014.
- Manifesto della psicologia umanistica ed esistenziale, Franco Angeli, 2014.
- Le parole dei bambini, ascoltarli per capirli, Mondadori, 2014.
- Maladolescenza. Quello che i figli non dicono, Pickwick Piemme, 2015.
- I maschi son così. Penelope si è stancata, Piemme, 2016.
- Single per sempre. Storie di donne libere e felici, Oscar Mondadori, 2016.
- Generazione H, Piemme, 2017.
- La principessa degli specchi, Franco Angeli, 2017.
- Luigina cuor di rabbia, Coccole Books, 2017.
- Se non ti amo più, Mondadori, 2017.
- Felici si può, Pagine, 2018.
- Manifesto contro il potere distruttivo, Chiarelettere, 2019.
- Stjepan detto Jesus, il figlio, Salani, 2020.
- La principessa degli specchi, Coccole Books, 2020
- L'Empatismo (con Menotti Lerro), Curcio, 2025

### Letteratura per ragazzi
- I chacrini, Salani Editore (2010)

### Poesia
- Per rivederti ancora, Pagine, 2021.

### Testi teatrali
- Raccontacelo tu
- Il balilla Vittorio
- Il monumento alla Macchina
- Rosa di sangue
- D come Donna

## Televisione
- Ha scritto il soggetto e contribuito alla stesura della sceneggiatura della miniserie TV Professione vacanze, (1986), che aveva per protagonista Jerry Calà
- Ha partecipato come giudice al programma di intrattenimento Verdetto finale trasmesso su Rai 1
- Ha condotto sul canale nazionale Junior TV il programma televisivo Zero Zero Carbonella, dedicato ai giochi di psicoanimazione

## Radio e podcast
- Ha condotto il programma Mondi a confronto per la serie I bambini si ascoltano di Rai Radio 2 (1977)
- Protagonista della serie podcast "Connessioni - 10 minuti con... Maria Rita Parsi" di Armando Curcio Editore prodotta da Gigante Studios.